# Castelló d'Encús
Castelló d'Encús, o Castilló d'Encús, és un llogaret, actualment quasi del tot despoblat i, fins fa poc, amb les cases ruïnoses. Sortosament, avui dia, s'estan restaurant. Pertany al terme municipal de Talarn, a la comarca del Pallars Jussà. Es troba prop del límit nord del terme, al sud-est del poble de Santa Engràcia, i al nord-est del Campament General Martín Alonso, on hi ha l'Acadèmia General Bàsica de Suboficials.

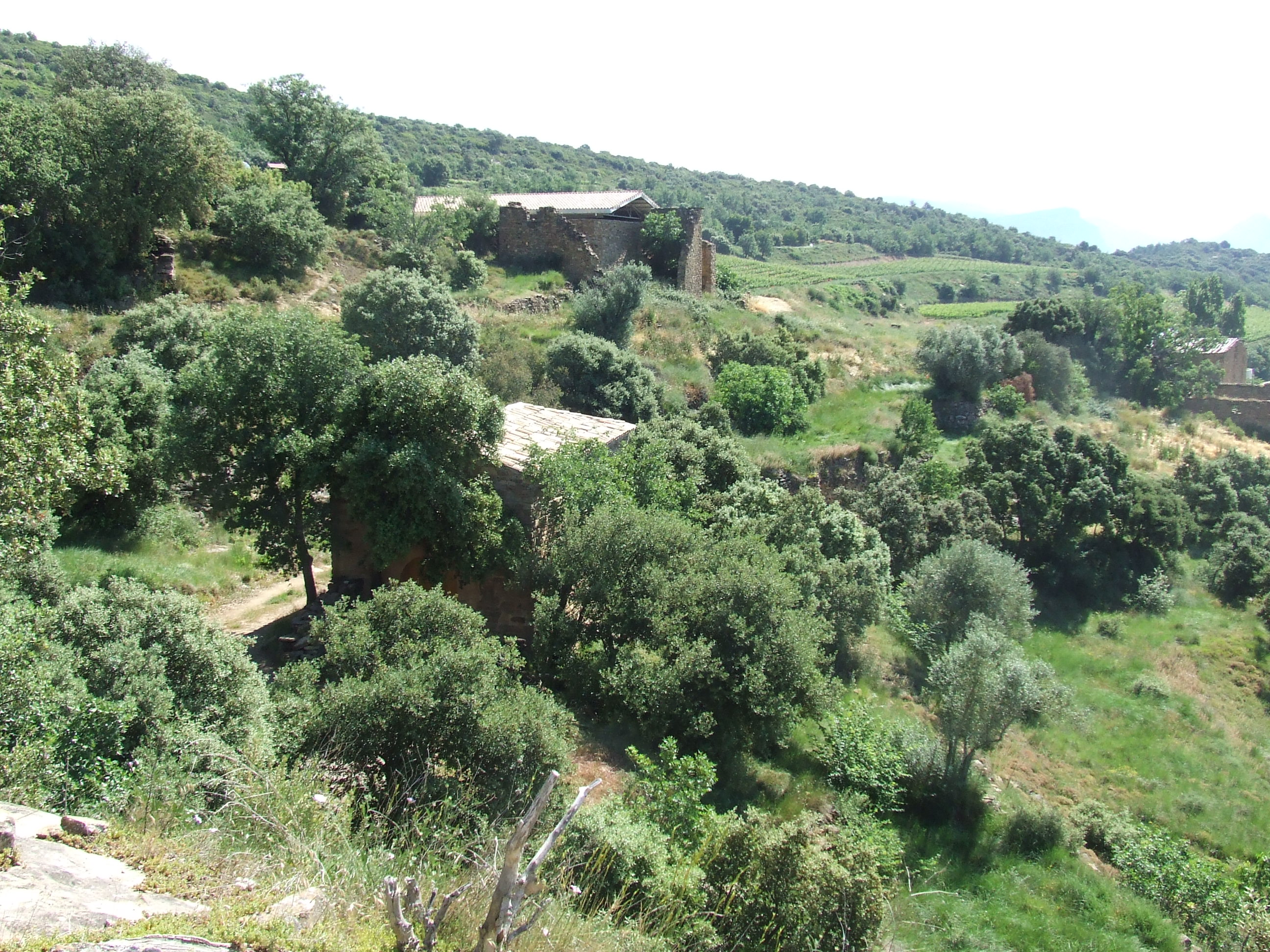
El poble abandonat, des de ponent

El poble s'havia format a partir del castell del Castelló d'Encús (o Castell d'Encús), del qual no queda cap vestigi recognoscible. Aquest castell era de domini del comte de Pallars Sobirà, i entrà en les disputes territorials entre els dos comtes pallaresos, motiu de les convinences en què aclariren l'abast i els termes dels dos comtats: és esmentat el 1086 en els pactes entre Ramon VI de Pallars Jussà i Artau I de Pallars Sobirà.
S'havia dit que Castelló d'Encús (Talarn), juntament amb Terrassa (Gavet) i Palau (Tremp), havien estat possessió de l'orde del Temple. Si bé és cert que Terrassa i Palau ho van ser, Castelló d'Encús, no. L'error procedeix d'un lapsus de Forey (1973, p. 77), car els dos documents que cita (ACA, varia I, ff. 56v i 58), no diuen Castelló d'Encús sinó: “castell de Terraça”, i “castello in Pallars quod vocatur Terraça”.
La documentació de l'Arxiu del Gran Priorat de Catalunya de l'orde de l'Hospital (actualment a l'Arxiu de la Corona d'Aragó), posa en evidència que el lloc fou des de molt antic dels hospitalers, mai dels templers. Un bon resum sobre aquesta qüestió l'ofereix la “Consulta” de 1759 Amb relació a Castelló d'Encús, diu: 
“197-199: Castelló d'Encús. El comanador de Susterris és senyor del castell anomenat d'Encús. Hi exerceix jurisdicció i nomena batlle. Rep delmes, és senyor directe en alguns masos dels quals rep censos. No s'ha trobat títol que justifiqui la possessió, cal valer-se de la tradició. Possessió immemorial confirmada per una concòrdia de 6 d'abril de 1175, entre Bernat d'Orcau i Beatriu, la seua consort, d'una part, i Arnau de Claret, d'altra, sobre dit castell [de Castelló d'Encús]. Bernat d'Orcau concedí a Arnau de Claret el feu del castell d'Ancús amb totes les pertinences. Però no s'ha trobat el títol mitjançant el qual passà a ser possessió de l'orde de l'Hospital”.

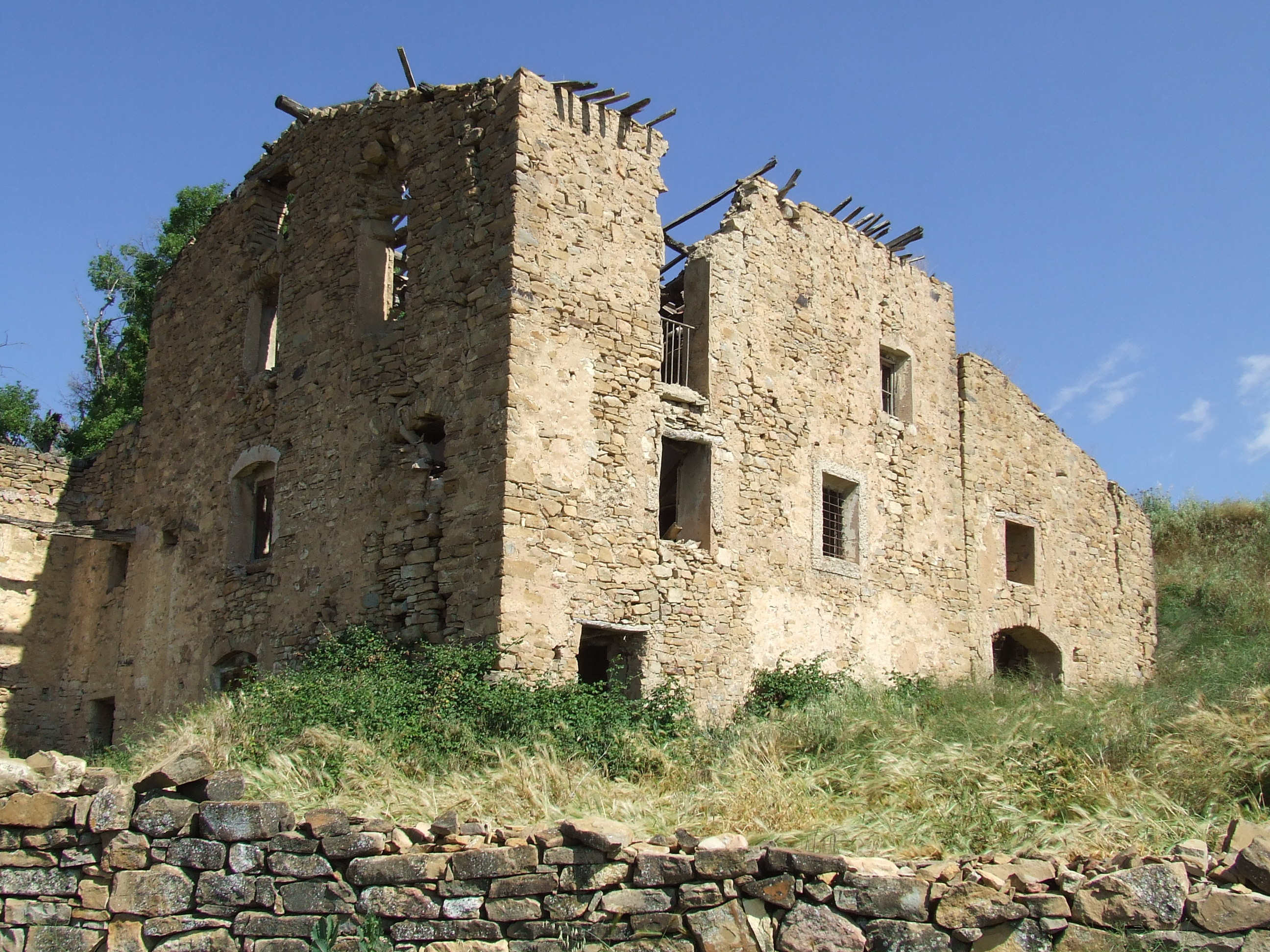
Estat de les cases de Castelló d'Encús

Els estudiosos han considerat que al voltant de l'any 1151, amb la donació de Susterris, Castelló d'Encús va ser cedit als hospitalers i, per tant, formà part de la Comanda de Susterris, de la qual constituí el límit nord. Els santjoanistes en mantingueren el domini fins a la desamortització de Madoz 1855.
El 1378 a "Castelló de Cusp" (d'Encús), hi consten 20 homes en tot el terme i castell, el 1553 2 focs (8 persones), i el 1830, 15 habitants. Entre 1840 i 1900 encara n'hi consten 3. El nom del lloc apareix grafiat de diverses maneres, al llarg dels temps, entre les quals destaquen Castelo Acusp, Castelló Acusp, castell de la sera d'en Cusp, etc.
La seva església, dedicada a sant Martí, depenia de la de Sant Martí de Rivert. Formava part de la comanda hospitalera de Susterris. Abandonat el poble de fa anys, tant l'església com la resta d'edificis havien arribat a una total degradació. Recentment l'església i algun edifici del poble han estat restaurats.
A ponent de la vila abandonada, on podria haver estat el castell, hi ha tot de restes de temps antic que mereixen un comentari. El més espectacular és un ampli conjunt de tines o cups per a l'elaboració del vi que estan excavats en la roca, com es pot apreciar a les fotografies adjuntes. Possiblement foren utilitzades pels hospitalers, en el temps que Encús pertanyia a la Comanda de Susterris.
En l'actualitat 2011 queda una sola casa habitada, juntament amb un modern celler on s'elabora el vi de muntanya, les vinyes del qual són en els costers dels entorns del poble.
| Restes del poble de Castelló d'Encús            | Restes del poble de Castelló d'Encús | Restes del poble de Castelló d'Encús | Restes del poble de Castelló d'Encús |
| ----------------------------------------------- | ------------------------------------ | ------------------------------------ | ------------------------------------ |
| Restes, potser, del castell de Castelló d'Encú  | Altres restes de cases del poble     | Restes d'un colomar                  |                                      |
| Restes, potser, del castell de Castelló d'Encús | Altres restes de cases del poble     | Restes d'un colomar                  |                                      |

| Les tines, o cups, de Castelló d'Encús | Les tines, o cups, de Castelló d'Encús     | Les tines, o cups, de Castelló d'Encús | Les tines, o cups, de Castelló d'Encús |
| -------------------------------------- | ------------------------------------------ | -------------------------------------- | -------------------------------------- |
| Una de les tines excavades a la roca   | Detall de les tines: el recipient superior | Dues tines a la mateixa roca           |                                        |
| Una de les tines excavades a la roca   | Detall de les tines: el recipient superior | Dues tines a la mateixa roca           |                                        |